# Loretto (Pennsilvània)
Loretto és una població dels Estats Units a l'estat de Pennsilvània. Segons el cens del 2000 tenia 1.190 habitants.

## Demografia
Segons el cens del 2000, Loretto tenia 1.190 habitants, 133 habitatges, i 82 famílies. La densitat de població era de 450,5 habitants/km².
Dels 133 habitatges en un 21,8% hi vivien nens de menys de 18 anys, en un 51,1% hi vivien parelles casades, en un 6% dones solteres, i en un 37,6% no eren unitats familiars. En el 27,8% dels habitatges hi vivien persones soles el 12% de les quals corresponia a persones de 65 anys o més que vivien soles. El nombre mitjà de persones vivint en cada habitatge era de 2,52 i el nombre mitjà de persones que vivien en cada família era de 3,2.
Per edats la població es repartia de la següent manera: un 5,5% tenia menys de 18 anys, un 71,6% entre 18 i 24, un 8,7% entre 25 i 44, un 7,2% de 45 a 60 i un 6,9% 65 anys o més.
L'edat mediana era de 21 anys. Per cada 100 dones de 18 o més anys hi havia 69,8 homes.
La renda mediana per habitatge era de 30.357 $ i la renda mediana per família de 40.750 $. Els homes tenien una renda mediana de 30.417 $ mentre que les dones 16.250 $. La renda per capita de la població era de 7.125 $. Entorn del 2,7% de les famílies i el 9,1% de la població estaven per davall del llindar de pobresa.

## Poblacions més properes
El següent diagrama mostra les poblacions més properes.